# Florian Schneider
Florian Schneider-Esleben (Öhningen-Kattenhorn, 7 april 1947 – Düsseldorf,  21 april 2020) was een Duitse muzikant. Hij was medeoprichter en langjarig lid van de Duitse groep Kraftwerk.

## Biografie
Schneider werd in 1947 geboren in Kattenhorn, een dorpje vlak bij het Bodenmeer. Toen hij drie jaar was, verhuisde het gezin naar Düsseldorf. Hij bracht zijn jeugd door in een 'weelderig' vrijstaand huis aan de Leo Statzstrasse in het noorden van de stad, vlak bij de Rijn. Volgens een vriend van Schneider hadden ze alles in overvloed en stond het huis in het beste deel van Düsseldorf. Het had ook een zwembad in de tuin.
Volgens sommige bronnen zou Schneider overigens in Düsseldorf geboren zijn.
Schneider ging naar hetzelfde gymnasium als Michael Rother, later enige tijd Kraftwerklid en oprichter van Neu!, die Schneider dan nog slechts van gezicht kent. Schneider leerde echter slecht en besteedde alle tijd aan muziek. Hij maakte zijn gymnasium niet af en werd door zijn vader naar een kostschool in Bad Godesberg (bij Bonn) gestuurd, een opleiding die er speciaal op gericht was moeilijke leerlingen een diploma te laten behalen. Hij studeerde daarna aan het Robert Schumann-conservatorium in de stad, waar hij pianolessen kreeg van Rosemarie Popp. Volgens het latere Kraftwerklid Karl Bartos was Schneider geen student aan het conservatorium, maar volgde hij er enkele muziekcursussen.

### Muzikale carrière
Schneider trad in 1967 toe als fluitist tot de Duitse groep Pissoff van de twee jaar oudere bassist Eberhard Kranemann. Het kwintet oefende regelmatig in de kelder van Schneiders ouderlijk huis. In 1968 trad de band op in de Cream Cheeseclub in Düsseldorf tijdens een drie uur durende 'happening' waarbij ze alleen maar 'dissonant geraas' produceerden. Delen van het optreden werden door de Duitse tv-zender WDR-3 uitgezonden. "Het was een ramp, het klonk als de derde wereldoorlog," aldus Kranemann. "We maakten alles stuk."
Na drie demo-opnamen verliet Schneider in 1968 de band. Hij speelde fluit als gastmuzikant met Klaus Doldinger op het jazzalbum Nero in South Amerika en voor een theaterproductie voor het Schauspielhaus in Düsselforf, daartoe gevraagd door Kranemann, die inmiddels studiotechnicus was. Bij die opname ontmoette hij producer Conny Plank, die later vier Kraftwerkplaten zou produceren. Hij studeerde vervolgens muziekwetenschap aan de kunstacademie van Remscheid. Daar ontmoette hij in 1968 toetsenist Ralf Hütter, met wie hij de groep Organisation oprichtte. Schneider speelde onder meer dwarsfluit, waarvan hij het geluid manipuleerde met elektronische effecten. Ook speelde hij viool en elektrische gitaar, terwijl Hütter toetsinstrumenten voor zijn rekening nam.
In 1970 brachten ze het album Tone float uit. Een half jaar later werd de naam veranderd in Kraftwerk (het Duitse woord voor krachtbron en energiecentrale) en kocht Schneider, die afkomstig was uit een gegoed architectenmilieu, zijn eerste synthesizer.
In wisselende samenstelling brachten ze als Kraftwerk drie albums uit, waaronder het naar de kernleden vernoemde (Ralf + Florian). Naast traditionele instrumenten werden ook in toenemende mate zelfgebouwde elektronische apparatuur gebruikt. Zo ontwikkelde Schneider een elektronisch drumstel, waarvoor hij patenten verwierf, bouwde hij zelf een elektrische dwarsfluit en perfectioneerde hij de Robovox, een vocoder die gebruikt wordt om stemmen te vervormen.
In 1974 gebruikte Schneider op het album Autobahn voor het laatst de elektronische dwarsfluit, onder meer in het titelnummer, dat een wereldwijde hit werd en de doorbraak van de band betekende. Daarna stapte Schneider, die de toevoeging 'Esleben' liet vallen, helemaal over op toetsen, synthesizer en effecten. Later, toen de sequencer een groot deel van het spel overnam, legde Schneider zich live helemaal toe op het realtime manipuleren van de gespeelde geluiden. In een interview uit 1991 verklaarde hij dat hij de fluit "te beperkend" vond en op zoek ging naar nieuwe dingen ("Al snel kocht ik een microfoon, toen luidsprekers, toen een echo, toen een synthesizer. Veel later gooide ik de fluit weg.") Medeoprichter Hütter noemde hem een 'geluidsfetisjist': "Hij is een perfectionist als het om geluiden gaat. Als het geluid niet een bepaalde standaard heeft, dan accepteert hij dat niet."
De invloed van Autobahn en opvolgers Radio-Activity en Trans Europa Express is zo groot, dat David Bowie het goeddeels instrumentale nummer V-2 Schneider op zijn album Heroes uit 1977 aan Florian Schneider opdroeg. Onduidelijk is of Schneider zelf aan het nummer heeft meegewerkt. Bowie ontmoette Schneider tijdens de opnamen van The Idiot van Iggy Pop, een ontmoeting waarover Kraftwerk verhaalde in het nummer Trans Europa Express. De punklegende vertelde vele jaren later dat hij met Schneider asperges was gaan kopen.
Schneider bleef Kraftwerk trouw, ook toen langjarige leden Wolfgang Flür en Karl Bartos in respectievelijk 1987 en 1991 vanwege creatieve meningsverschillen Kraftwerk verlieten. In 2000 spande hij samen met Hütter een rechtszaak aan tegen Flür, die in zijn biografie I was a robot/Ich war ein roboter onder meer beweerde dat hij de elektronische drums van Kraftwerk had uitgevonden. De Duitse rechter gaf Schneider en Hütter gelijk en beval Flür passages in het boek aan te passen.
Binnen het toch al gesloten Kraftwerk is Schneider altijd het meest teruggetrokken lid geweest. De zeldzame interviews – of pogingen daartoe – met hem liepen meestal uit op hilarische non-conversaties, zoals in 1998 een Braziliaanse tv-presentatrice ondervond, of kwamen helemaal niet van de grond. Dat neemt niet weg dat Schneider enkele opvallende cameo-optredens heeft gedaan. Zo was hij in 2001 in de Duitse film Klassentreffen: Mordfall unter Freunden te zien als contrabasspeler in een fictieve showband waarin onder meer ook Klaus Schulze en Marian Gold van Alphaville te zien waren. In hetzelfde jaar speelde hij Don Schneider in een humoristisch bedoelde sketch voor de Duitse commerciële tv-zender Viva Zwei.

### Vertrek
Schneider trad na november 2006 niet meer met de band op, waarbij hij live werd vervangen door Stefan Pfaffe. Aanvankelijk ging het gerucht dat Schneider zich toelegde op studiowerk, maar volgens ingewijden verliet hij de band op 21 november 2008. Oud-bandlid Flür ontmoette Schneider in december 2008 en omschreef hem als "gelukkig, en duidelijk veel relaxter dan in zijn laatste jaren bij de band".
Op 6 januari 2009 maakte Kraftwerk op zijn website officieel bekend dat Schneider na bijna veertig jaar de band had verlaten. Volgens het Britse muziekblad NME gebeurde dat na een ruzie met Hütter over het wel of niet uitbrengen van een nieuw album.
Ralf Hütter, toen nog het enige officiële lid van de band, zei in een interview met The Guardian dat Schneider al jaren niet meer bijdroeg aan de band en dat hij hem niet miste en ook niet meer sprak. "Omdat het zo lang geleden is, neig ik ernaar dat te vergeten. We kijken meer vooruit. Het is zo lang geleden dat hij is gestopt voor ons te werken. Wat kan ik er over zeggen?" Omstanders zagen de twee medio 2011 echter amicaal met elkaar praten bij de opening van een galerie in Düsseldorf, waar Schneider op zijn fiets kwam voorrijden en Hütter het aanbod voor een toespraak afsloeg.
De aan Hütter toegeschreven koele afstandelijke houding sluit aan bij de ervaringen van eerder vertrokken kernleden Wolfgang Flür en Karl Bartos. Flür, die zich als enige van de kernleden regelmatig laat interviewen over Kraftwerk, zei over Schneiders vertrek: "Ik kan me voorstellen waarom Florian Schneider vaarwel heeft gezegd tegen de bondage en het dictatorschap van zijn oorspronkelijke partner", waarmee hij op Hütter doelde. 'Hij is ontsnapt aan het Kraftwerk-stigma - net als ik," staat in een aan Flür toegeschreven recensie van een Kraftwerkconcert in 2013.

### Post-Kraftwerk
Na zijn vertrek bij Kraftwerk leidde Schneider een teruggetrokken leven. Wel bleef hij geïnteresseerd in muziek, wat onder meer tot uiting kwam in een samenwerking met de Duitse producent van elektronische instrumenten Doepfer, waarvoor hij ook een 'elektronisch gedicht' schreef. Hij liet zich onder meer kort interviewen bij een bezoek aan een muziekbeurs in Frankfurt.
Op 9 september 2014 verzorgde Schneider de muziek bij de modeshow van het Nederlandse kledingmerk G Star Raw, waar door Pharrell Williams ontworpen duurzame kleding werd tentoongesteld. Schneider componeerde een speciaal nummer voor de show en woonde deze ook bij.
Op 6 mei 2020 maakte Ralf Hütter bekend dat Schneider enkele dagen na zijn 73e verjaardag was overleden.

## Overig
In 1998 werd Schneider benoemd tot bijzonder hoogleraar Multimediakunst en Performance aan de Staatliche Hochschule für Gestaltung in Karlsruhe.

## Privé
Florian Schneider-Esleben was de zoon van de architect Paul Schneider-Esleben (1915-2005) die onder meer de terminal van de luchthaven van Keulen en de Mannesmanntoren in Düsseldorf heeft ontworpen. 
Schneider was getrouwd en had een dochter. Hij had twee jongere zussen, van wie er één eind jaren zestig architectuur studeerde en de ander industriële vormgeving.
- Bibsys: 1062557
- Biblioteca Nacional de España: XX1579411
- Bibliothèque nationale de France: cb14135819b (data)
- Gemeinsame Normdatei: 124325726
- International Standard Name Identifier: 0000 0000 8008 7863
- Library of Congress Control Number: n92099397
- MusicBrainz: 46957dac-b5ff-40a9-a427-ab53bc414f6e
- Nationale Bibliotheek van Tsjechië: xx0173025
- Nationale en Universitaire bibliotheek Zagreb: 000066738
- Nederlandse Thesaurus van Auteursnamen: 238913996
- Istituto Centrale per il Catalogo Unico: UBOV506706
- Virtual International Authority File: 101088878
- WorldCat: E39PBJgMBVFxKw7kBFTkXv4yVC